# Arquivo Sonoro da Galiza
O Arquivo Sonoro da Galiza (ASG) (em galego:  Arquivo Sonoro de Galicia) é um corpus oral criado pelo Conselho da Cultura Galega e disponibilizado pela Internet. Trata-se em realidade de parte das ingentes gravações realizadas por investigadores galegos desde 1974, embarcados em projetos de tipologia diversificada: trabalhos de carreira, investigações para o Átlas Linguístico do Galego (ALG), teses, etc. Parte destes etnotextos foram já publicados por Francisco Fernández Rei e Carme Hermida no ano de 1996 em três CDs (correspondentes aos três blocos linguísticos do galego) no audiolivro A Nossa Fala.